# Honeyia
Honeyia is een geslacht van vlinders van de familie spinneruilen (Erebidae).

## Soorten
- H. burmeisteri Hacker & Fibiger, 2007
- H. clearchus (Fawcett, 1916)
- H. dia (Viette, 1972)
- H. quarta Hacker & Fibiger, 2007
- H. secunda Hacker & Fibiger, 2007
- H. tertia Hacker & Fibiger, 2007